# Мігел Олівейра
Мігел Анжелу Фалкау де Олівейра, більш відомий як Мігел Олівейра (порт. Miguel Ângelo Falcão de Oliveira; 4 січня 1995, Алмада, Португалія) — португальський мотогонщик, віцечемпіон чемпіонату світу з шосейно-кільцевих мотогонок серії MotoGP в класі Moto3 (2015). Перший португалець, що виграв гонку серії Гран-Прі (Гран-Прі Італії-2015, клас Moto3). У сезоні 2016 року виступає в класі Moto2 за команду «Leopard Racing» під номером 44.

## Кар'єра
Сезон 2015 Мігел провів у складі заводської команди «Red Bull KTM Ajo». Він став найуспішнішим у його кар'єрі. На Гран-Прі Італії португалець здобув дебютну перемогу, додавши до неї тріумф у Нідерландах. Успішні виступи в чемпіонаті привернули увагу до нього з боку сильніших команд, і, у розпал сезону, він пристав на пропозицію «Leopard Racing» та підписав контракт на участь з наступного сезону у її складі в змаганнях класу Moto2. Записавши до кінця сезону в свій актив ще 4 перемоги (у Арагоні, Австралії, Малайзії та Валенсії), Мігел став віцечемпіоном світу, поступившись у загальному заліку лише шістьма очками британцю Данні Кенту.

### Статистика виступів у MotoGP

#### В розрізі сезонів
| Сезон | Клас  | Команда                | Мотоцикл       | Гонки | Пер | Под | ПП | НК | Очки | Місце |
| ----- | ----- | ---------------------- | -------------- | ----- | --- | --- | -- | -- | ---- | ----- |
| 2011  | 125cc | Andalucia Banca Civica | Aprilia RSA125 | 11    | 0   | 0   | 0  | 0  | 44   | 14    |
| 2012  | Moto3 | Estrella Galicia 0,0   | Suter MMX3     | 17    | 0   | 2   | 0  | 0  | 114  | 8     |
| 2013  | Moto3 | Mahindra Racing        | Mahindra MGP3O | 17    | 0   | 1   | 1  | 3  | 150  | 6     |
| 2014  | Moto3 | Mahindra Racing        | Mahindra MGP3O | 17    | 0   | 1   | 0  | 0  | 110  | 10    |
| 2015  | Moto3 | Red Bull KTM Ajo       | KTM RC250GP    | 18    | 6   | 9   | 1  | 3  | 254  | 2     |
| 2016  | Moto2 | Leopard Racing         | Kalex Moto2    |       |     |     |    |    |      |       |